# Aeroportul Malone-Dufort
Aeroportul Malone-Dufort (IATA: MAL, ICAO: KMAL, FAA LID: MAL) este un aeroport din New York, Statele Unite ale Americii ce deservește zona Malone⁠(d). A fost numit după zona deservită.
Situat la o altitudine de 241 m, aeroportul dispune de 2 piste.

## Infrastructură

### Piste
Aeroportul dispune de 2 piste. Pista 5/23 are suprafața de asfalt și dimensiunile 3.994 picioare × 100 picioare. Pista 14/32 are suprafața de asfalt și dimensiunile 3.250 picioare × 75 picioare. 